# VI. Zivilsenat des Reichsgerichts
Der VI. Zivilsenat des Reichsgerichts war ein Spruchkörper des Reichsgerichts. Es handelte sich um einen von insgesamt fünf bis neun Senaten, die sich mit Zivilsachen befassten. Der VI. Zivilsenat wurde errichtet am 1. Mai 1886 und aufgelöst 1. Dezember 1923. Der bisherige 7. Zivilsenat wurde am 1. Januar 1924 der VI. Zivilsenat. Wiedererrichtet wurde der Senat am 15. Juni 1927 und existierte bis 1945.

## Geschäftsverteilung 1900
Dem VI. Zivilsenat sind zugewiesen:
1. Sofern es sich um Anwendung der vom Jahre 1900 ab geltenden neuen Gesetze handelt, aus dem ganzen Reiche die Rechtsstreitigkeiten über:
a) Darlehen (BGB §§ 607 ff.) und Bürgschaften (BGB §§ 765 ff.), sowie abstrakte Schuldverhältnisse (BGB §§ 780–808, ZPO § 1003), soweit nicht I Ziff. 2 zutrifft,
b) Auftragsverhältnisse (BGB §§ 662 ff.), Geschäftsführung (BGB §§ 667 ff.) und Bereicherung (BGB §§ 812 ff.),
c) Schadensersatz wegen unerlaubter Handlungen (BGB §§ 823 ff.), mit Ausnahme von Wildschaden (BGB § 835), einschließlich von Ansprüchen gegen Beamte und Militärpersonen sowie auch gegen den Staat oder andere Körperschaften als hierfür haftend (BGB§§  31, 89, EinfG Art. 77), soweit nicht V Ziff. I e zutrifft,
d) Verletzungen des Nachbarrechts bei Grundstücken (BGB §§ 903–910, GewO § 26),
e) Ersatzansprüche auf Grund sonstiger besonderer Gesetzesvorschriften, soweit dieselben nicht einem anderen Senate besonders zugewiesen sind.
2. Aus dem ganzen Reiche die Haftpflichtsachen (Reichsgesetz vom 7. Juni 1871 nebst § 120a GewO), jedoch, soweit es sich um Ansprüche aus der Zelt vor dem Jahre 1900 handelt, mit Ausnahme der unter II Ziff. 3. bezeichneten Bezirke. Sofern es sich nicht um Anwendung des vorn Jahre 1900 ab gehenden Rechts handelt, aus den unter IV Ziff. 2 bezeichneten Bezirken:
a) die oben unter Ziff. 1 b (mit Ausnahme der Bereicherungen), c und d bezeichneten Sachen, soweit nicht IV Ziff. 2 c zutrifft
b) die Rechtsstreitigkeiten über Pacht- und Mietverträge, Dienstmiete, Geschäftsvermittlung, Werk- und Bauverdingungen, Verträge mit Bauhandwerkern über Bauarbeiten und sonstige Verträge über Mobilien (außer Kauf und Tausch) oder Handlungen sowie auch die Rechtsstreitigkeiten über nützliche Verwendungen,
4. Aus dem Oberlandesgerichtsbezirken Augsburg, Bamberg, München, Nürnberg, Dresden und Hamburg (mit Ausnahme des Fürstentums Lübeck) die nicht einem anderen Senate besonders zugewiesenen Sachen.
5. Aus dem ganzen Reiche mit Ausnahme des Oberlandesgerichtsbezirks Colmar die Vorentscheidung in Zivilsachen nach § 11 des Einführungsgesetzes zum Gerichtsverfassungsgesetze.

## Bekannte Entscheidungen
- „Linoleumrollen-Fall“ (RGZ 78, 239; Entscheidung vom 7. Dezember 1911 zur Wiederentdeckung der c.i.c)[2]
- „Rubel-Fall“ (RGZ 105, 406; Urteil vom 30. November 1922 zum offenen Kalkulationsirrtum)[3]

## Besetzung 1886 bis 1923
Farblegende:
- Ruhestand vor dem 1. Juli 1919
- Ruhestand vor dem 1. Oktober 1934
- Ruhestand nach dem 1. Oktober 1934
- Richter nach 1946 (soweit bekannt)

### Senatspräsidenten
| Nr. | Name                                          | Ernennung                        | Senatsaustritt                    | Ehrungen                                     |  |
| --- | --------------------------------------------- | -------------------------------- | --------------------------------- | -------------------------------------------- |  |
| 1   | Karl Hocheder (1825–1913)                     | 1. Mai 1886                      | 1. Januar 1891                    | Ruhestand                                    |  |
| 2   | George Rudolf Peterßen (1826–1903)            | 1. Januar 1891 bzw. 1. März 1902 | 1. Oktober 1891 bzw. 1. Juli 1902 | Übertritt zum 3. Zivilsenat bzw. Ruhestand   |  |
| 3   | Friedrich von Hahn (1823–1897)                | 1. Oktober 1891                  | 1. Januar 1893                    | Ruhestand                                    |  |
| 4   | Heinrich Dähnhardt (1836–1902)                | 1. Januar 1893                   | 21. Januar 1902                   | Verstorben                                   |  |
| 5   | Adolf August Hermann von Buchwald (1845–1913) | 1. Februar 1902                  | 1. März (nicht Mai) 1902          | Ernennung zum Präsidenten des 3. Zivilsenats |  |
| 6   | Heinrich Winchenbach (1837–1929)              | 1. Juli 1902                     | 1. Februar 1910                   | Ruhestand                                    |  |
| 7   | Stephan Hoffmann (1845–1924)                  | 1. Februar 1910                  | 1. April 1914                     | Ruhestand                                    |  |
| 8   | Karl von Hassell (1841–1925)                  | 1. April 1914                    | 1. Juli 1919                      | Ruhestand                                    |  |
| 9   | Heinrich Koenige (1852–1935)                  | 1. Juli 1919                     | 4. November 1923                  | Ruhestand                                    |  |

### Reichsgerichtsräte
| Nr. | Name                                | Senatseintritt                                                 | Senatsaustritt                     |                                                   |  |
| --- | ----------------------------------- | -------------------------------------------------------------- | ---------------------------------- | ------------------------------------------------- |  |
| 1   | Ferdinand von Gmelin (1824–1896)    | 1. Mai 1886                                                    | 1. Dezember 1891                   | Ruhestand                                         |  |
| 2   | Rudolf Schlesinger (1831–1912)      | 1. Mai 1886                                                    | 1. Februar 1912                    | Ruhestand                                         |  |
| 3   | Konrad Robert Rüger (1829–1899)     | 1. Mai 1886                                                    | 1. Oktober 1895                    | Ruhestand                                         |  |
| 4   | George Meyer (1828–1889)            | 1. Mai 1886                                                    | 13. Juli 1889                      | Verstorben                                        |  |
| 5   | Hermann Wittmaack (1833–1928)       | 1. Mai 1886                                                    | 1. Februar 1897                    | Ruhestand                                         |  |
| 6   | Gustav von Bezold (1828–1892)       | 1. Mai 1886                                                    | 13. März 1892                      | Verstorben                                        |  |
| 7   | Otto Löwenstein (1833–1909)         | 1. Mai 1886                                                    | 1. Mai 1896                        | Ernennung zum Senatspräsidenten des 2. Strafsenat |  |
| 8   | Ernst von Bomhard                   | 1. Januar 1890                                                 | 1. Januar 1892                     | Ernennung zum Senatspräsidenten des 1. Strafsenat |  |
| 9   | Karl von Ege (1837–1899)            | 1. Dezember 1891                                               | 26. Juni 1899                      | Verstorben                                        |  |
| 10  | Hermann Boethke (1833–1912)         | 1. Januar 1892                                                 | 1. Juni 1900                       | Ruhestand                                         |  |
| 11  | Karl Lippmann (1839–1915)           | 1. Juli 1892                                                   | 1. April 1906                      | Ruhestand                                         |  |
| 12  | Stephan Hoffmann (1845–1924)        | 1. Oktober 1895                                                | 1. Februar 1910                    | Ernennung zum Senatspräsidenten                   |  |
| 13  | Paul Hugo Wolff (1841–1902)         | 1. Mai 1896                                                    | 4. September 1902                  | Verstorben                                        |  |
| 14  | Hermann von Bülow (1842–1906)       | 1. Februar 1897                                                | 1. Mai 1899                        | Übertritt zum 7. Zivilsenat                       |  |
| 15  | Johannes von Schwarze (1849–1919)   | 1. Mai 1899                                                    | 19. April 1919                     | Verstorben                                        |  |
| 16  | Rudolf von Pelargus (1853–1923)     | 24. Oktober 1899                                               | 1. Januar 1900                     | Übertritt zum 1. Strafsenat                       |  |
| 17  | Karl Emil Goldmann (1848–1917)      | 1. Januar 1900                                                 | 1. April 1914                      | Ruhestand                                         |  |
| 18  | Wulf Tagg (1839–1914)               | 1. Juni 1900                                                   | 1. März 1910                       | Ruhestand                                         |  |
| 19  | Bernhard Schaffeld (1851–1924)      | 1. November 1902                                               | 1. Dezember 1923                   | Ruhestand                                         |  |
| 20  | Theodor Meyer (1853–1936)           | 1. April 1906                                                  | 1. Dezember 1923                   | Ruhestand                                         |  |
| 21  | Rudolf Bewer (1855–1930)            | 1. Februar 1910 bzw. 1. Oktober 1910                           | 1. Januar 1916 bzw. 1. Januar 1922 | Übertritt zum 4. Zivilsenat bzw. 7. Zivilsenat    |  |
| 22  | Paul Josef Hankel (1856-)           | 1. März 1910                                                   | 1. Dezember 1923                   | Übertritt zum 2. Zivilsenat                       |  |
| 23  | Ernst Rosenberg (1862–??)           | 17. Oktober 1912 (Hilfsrichter 16. September 1910)             | 1. November 1912                   | Übertritt zum 4. Strafsenat                       |  |
| 24  | Friedrich Flad (1869–1947)          | 5. April 1914 (Hilfsrichter 16. September 1910)                | 1. Dezember 1923                   | Übertritt zum 5. Zivilsenat                       |  |
| 25  | Ernst Neukamp (1852–1919)           | 1. Februar 1912                                                | 6. Februar 1919                    | Verstorben                                        |  |
| 26  | Franz Arndts (1864-)                | 1. Januar 1914 (Hilfsrichter 16. September 1912)               | 21. Januar 1914                    | Übertritt zum 4. Zivilsenat                       |  |
| 27  | Erich Brodmann (1855–1940)          | 1. Oktober 1915 (seit 19. Oktober 1918 zugleich 2. Zivilsenat) | 1. Januar 1919                     | Übertritt zum 2. Zivilsenat                       |  |
| 28  | Conrad von Kienitz (1865–1949)      | 1. Juli 1917                                                   | 15. September 1917                 | Übertritt zum 5. Strafsenat                       |  |
| 29  | Karl Picot (1863–1939)              | 7. Januar 1919 (zugleich 1. Strafsenat)                        | 1. Oktober 1919                    | Übertritt zum 2. Zivilsenat                       |  |
| 30  | Dieprand von Richthofen (1875–1946) | 1. Mai 1919                                                    | 1. Dezember 1923                   | Übertritt zum 7. Zivilsenat                       |  |
| 31  | Peter Clasen (1866-)                | 1. Oktober 1919 (auch 1. Zivilsenat)                           | 1. Januar 1920                     | Übertritt zum 5. Zivilsenat                       |  |
| 32  | Karl Linz (1869-)                   | 16. November 1919                                              | 1. Dezember 1923                   | Übertritt zum 3. Zivilsenat                       |  |
| 33  | Albrecht Heldrich (1862–1928)       | 1. April 1920                                                  | 1. Dezember 1923                   | Übertritt zum 4. Zivilsenat                       |  |
| 34  | Edmund Huyke (1864–1923)            | 1. April 1920                                                  | 1. Januar 1921                     | Übertritt zum 7. Zivilsenat                       |  |

## Besetzung 1924 bis 1927
siehe 7. Zivilsenat